# Dienstposten
Dienstposten ist das konkret-funktionelle Amt eines Beamten oder Richters oder die Funktion eines Soldaten bei einer bestimmten Dienststelle, die mit der Übertragung eines vorgesehenen Aufgabenkreises verbunden ist und in einem Organisations- und/oder Geschäftsverteilungsplan festgehalten sein kann.
Der Dienstposten ist grundsätzlich einer Besoldungsgruppe zugeordnet (§ 18 Satz 1 BBesG). Ein Dienstposten kann auch mehreren Besoldungsgruppen zugeordnet werden, wenn hierfür ein sachlicher Grund besteht (Dienstpostenbündelung im Bereich der sogenannten „Massenverwaltung“).
Für eine Klage eines Beamten mit dem alleinigen Ziel, dass der von ihm wahrgenommene Dienstposten höher bewertet wird, fehlt dem Beamten die entsprechend § 42 Abs. 2 VwGO erforderliche Klagebefugnis.
Der Dienstposten ist nicht mit der Planstelle im Haushaltsplan zu verwechseln. Um einen konkreten Beamten für eine bestimmte Tätigkeit einsetzen zu können, braucht es einen entsprechend bewerteten Dienstposten, der mit einer mit den zugehörigen Haushaltsmitteln ausgestatteten Planstelle hinterlegt ist. Bei der haushaltsrechtlichen „Topfwirtschaft“ wird darauf verzichtet, die Planstellen bestimmten Dienstposten fest zuzuordnen. Vielmehr belässt der Dienstherr die vom Haushaltsgesetzgeber im Stellenplan zur Verfügung gestellten Planstellen in diesem „Topf“ und greift nur von Fall zu Fall auf sie zu, soweit er Beförderungen vornehmen will.
Des Weiteren unterscheidet sich der Dienstposten von der Dienststellung. Ein Dienstposteninhaber kann vorübergehend die Dienststellung eines anderen Dienststelleninhabers einnehmen. Grund kann ein Vertretungsfall sein, beispielsweise wegen Abwesenheit aufgrund von Urlaub, Krankheit oder Dienstreise. Der Übergang der Dienststellung kann schriftlich oder mündlich, im Rahmen einer dauerhaften Regelung (etwa in Form einer Stellenbeschreibung) oder für dein Einzelfall auf besonderen Befehl oder Weisung erfolgen. Ein Beispiel ist die Vertretung des Referatsleiters durch einen Referenten seines Referats. Der Referent nimmt während der Vertretung die Dienststellung des Referatsleiters ein, nicht aber dessen Dienstposten.
Nicht nachzubesetzende Dienstposten werden mit dem Zusatz kW für künftig wegfallend gekennzeichnet. Diese Dienstposten gehören in der Regel nicht zum anerkannten Personalbedarf und werden meist aus sozialen Gründen eingerichtet. Dienstposten, die mit einem Beamten einer anderen Besoldungsgruppe besetzt sind als es der Bewertung des Dienstpostens entspricht, werden mit kU für künftig umzuwandeln gekennzeichnet.
In der Privatwirtschaft werden zwar keine hoheitlichen Aufgaben wahrgenommen, dennoch existieren dort ähnliche Verantwortlichkeitsgefüge und Bezeichnungen, wie z. B. Abteilungsleiter.

## Dienstpostenähnliches Konstrukt (DPäK)
Soldaten und Zivilbeschäftigte der Bundeswehr, die keinen regulären Dienstposten besetzen, werden auf sogenannten „dienstpostenähnlichen Konstrukten“ (DPäK) geführt. 2018 betraf dies 43.600 Soldaten.
Für Soldaten in der Ausbildung, z. B. an den Bundeswehr-Universitäten, den Offizier- und Unteroffizierschulen, sind 34.800 „DPäK Schüler“ Dienstposten vorgesehen, von denen 2018 ca. 33.400 besetzt waren. 5.900 Soldaten waren im gleichen Jahr auf DPäK versetzt, weil sie einen Anspruch auf Freistellung vom militärischen Dienst zum Zwecke der Berufsförderung haben. Diese Zahl ist rückläufig, weil für ab 2012 begründete Dienstverhältnisse der Anspruch nicht mehr besteht. 390 Soldaten sitzen auf DPäK, weil ihnen aufgrund eines Härtefalls oder aus besonderen Fürsorgegründen eine heimatnahe Verwendung ermöglicht wird, ein für die Person passender regulärer Dienstposten aber nicht zur Verfügung stand. Für die Wahrnehmung von Elternzeit und Betreuungsurlaub (§ 28 Abs. 5 SG) waren 1.700 DPäK im Jahr 2018 eingerichtet. Im gleichen Jahr waren in 900 Fällen organisatorische Gründe und in 600 Fällen die Aufnahme in die Schutzzeit nach dem Einsatz-Weiterverwendungsgesetz ausschlaggebend für die Versetzung auf DPäK.
Dienstpostenähnliche Konstrukte sind eine Ursache für die hohe Zahl an unbesetzten Dienstposten in der Bundeswehr.